# Pinanga hexasticha
Pinanga hexasticha är en enhjärtbladig växtart som först beskrevs av Wilhelm Sulpiz Kurz, och fick sitt nu gällande namn av Rudolph Herman Scheffer. Pinanga hexasticha ingår i släktet Pinanga och familjen Arecaceae. Inga underarter finns listade i Catalogue of Life.